# Joseph Paxton
Joseph Paxton (3 de agosto de 1803-8 de junio de 1865) fue un arquitecto, ilustrador, naturalista, paisajista y jardinero inglés, conocido por su estilo realista e impresionista y por ser autor del Crystal Palace, construido para ser sede de la primera Gran Exposición celebrada en Londres en 1851. Fue un autodidacta.

## Primeros años
Nació en 1803, como séptimo hijo de una familia jardinera, en Milton Bryan, Bedforshir. Algunos referencias incorrectas indican su nacimiento en 1801. Se convirtió en jardinero a la edad de quince años en Battlesend ph. A los 17 años Joseph Paxton trabajo como jardinero para una familia de la aristocracia inglesa. Después de varios movimientos, en 1823 obtuvo un puesto en Horticultural Society's Chiswick Gardens.

## Chatsworth
A la edad de veinte años obtuvo el puesto de jardinero en jefe en Chatsworth, considerado uno de los jardines más finos y lujosos de esos tiempos. Esto sucedió porque William Cavendish, sexto duque de Devonshire conoció al joven jardinero (Paxton) y se sintió impresionado por sus habilidades y entusiasmo. Paxton mantenía una relación amistosa con sus empleados, los cuales reconocían su talento.
Uno de los primeros proyectos de Paxton fue rediseñar el jardín alrededor del ala norte de la casa y expandir la colección de coníferas de Chatsworth a 40 acres (160 000 m²). Construyó la Emperor Fountain en 1844, la cual era el doble de alta que la Columna de Nelson.

### Invernaderos
En 1832 Paxton desarrolló un interés en los invernaderos cuando diseñó construcciones para árboles y cultivo de plantas exóticas como piñas. En ese tiempo el uso de invernaderos se encontraba en sus primeros momentos y los de Chatsworth estaban arruinados. Después de experimentar, diseñó un invernadero con el techo curvo con la suficiente inclinación para permitir que la máxima luz solar entrara por la mañana y por la tarde. Este fue el precursor del invernadero moderno.
La siguiente gran construcción en Chatsworth fue hecha para las primeras semillas de Victoria amazonica que habían llegado a Chatsworth en 1836. Aunque estas ya habían germinado y crecido, aún no habían florecido. No fue hasta 1849, dos meses después las hojas eran de 4 pies y medio de diámetro, y un mes después, florecieron. Continuaron creciendo y fue necesario un espacio más grande, creando Victoria Regina House. Inspirado en las hojas de lirio, encontró la estructura para su invernadero, el cual probó poniendo a su hija sobre una de las hojas. El secreto estaba en la rigidez y flexibilidad de los cordones.
La constante experimentación a través de los años lo llevó a crear el diseño del invernadero que inspiraría el Crystal Palace. El invernadero tenía forma cóncava para dejar entrar más luz y drenar el agua de las lluvias. Todos los elementos eran prefabricados. En 1837, Paxton comenzó el Gran Invernadero de Chatsworth, un gran invernadero de 227 pies de largo y 123 pies de alto. Con columnas de hierro y elementos curvos de madera laminada. En su tiempo este invernadero fue la construcción más grande de vidrio del mundo. A pesar de todo, era muy costoso mantenerlo, y no fue usado durante la Primera Guerra Mundial. Las plantas murieron y finalmente fue demolido en 1920.

## Crystal Palace

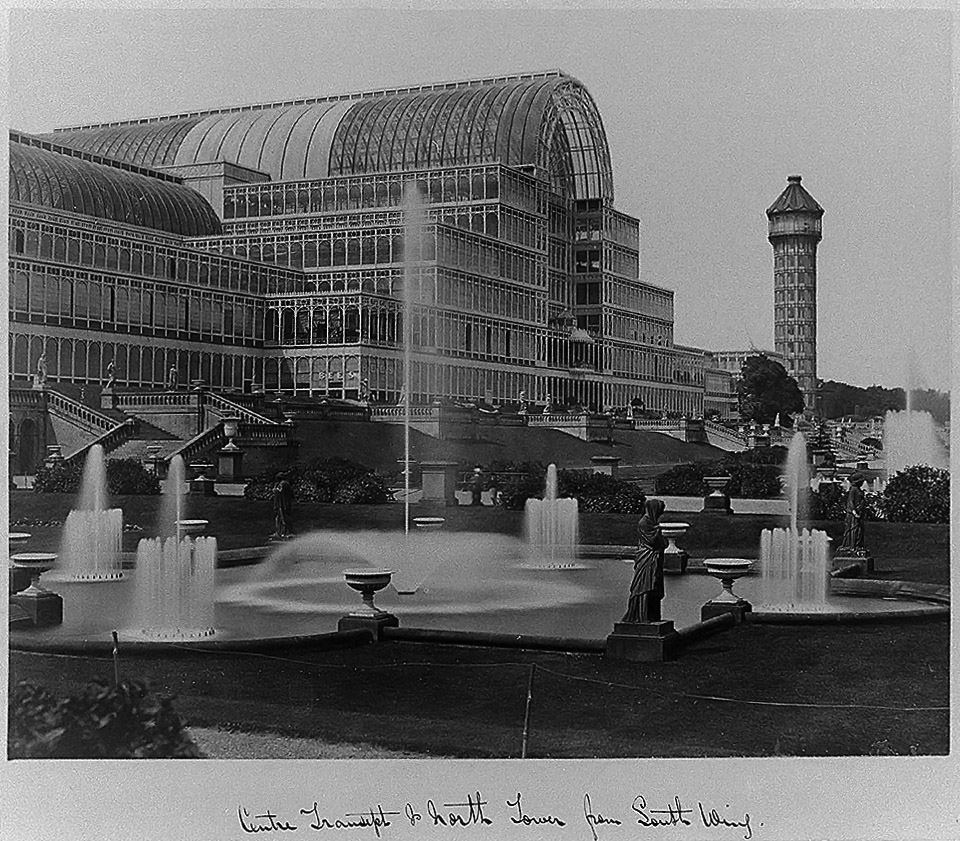
The Crystal Palace

El Gran Invernadero de Chatsworth fue la prueba de Paxton para emplear vidrio prefabricado y hierro estructural para su gran obra maestra, The Crystal Palace en la Gran Exposición de 1851. En 1850 la Comisión Real organizó un concurso para el diseño del gran pabellón de la Exposición, al que se presentaron 254 diseños. Paxton bosquejó un diseño, muy inspirado en Victoria Regia House. Completó los planos y los presentó a la comisión, pero había oposición en algunos miembros. Paxton entonces decidió publicar el diseño en las noticias de Londres, recibiendo reconocimiento mundial. Su novedad fue el revolucionario diseño prefabricado y modular, junto con el uso del vidrio.
El acristalamiento se hacía con carritos especiales y era rápido. Un solo hombre podía poner 108 paneles en un solo día. El pabellón tenía 1,848 pies de largo, 408 pies de ancho y 108 pies de alto. Requirió 4,500 toneladas de hierro, 60,000 pies cúbicos de madera y más de 293,000 paneles de cristal. Aun así, solo requirió 2,000 hombres y ocho meses para construirlo, y costó 79,800 libras esterlinas. Fue una demostración de la tecnología británica en el uso del hierro y el vidrio.
Después de la exhibición se trasladó a Sydenham, donde fue destruido en 1936 por un incendio.

## Vida posterior
Paxton fue miembro del Partido Liberal en el Parlamento Británico desde 1854 hasta su muerte en 1865. Permaneció como jardinero jefe en Chatsworth hasta 1858. Además, también trabajó en parques públicos en Liverpool, Birkenhead, Glasgow, Halifax y Scarborough. En octubre de 1845  fue invitado a crear uno de los primeros Memoriales en Coventry. Este se convirtió en el London Road Cementery.
En 1850 Paxton fue comisionado por el barón Mayer de Rothschild para diseñar las Torres Mentmore en Buckinghamshire. Esta sería una de las más grandes mansiones construidas durante la era victoriana. Paxton diseñó otra mansión, una versión más pequeña de Mentmore, en Battlesend. Esta mansión fue comprada por el duque de Bedford. Paxton se convirtió en una persona rica, no tanto por sus trabajos en Chatsworth, sino por sus especulaciones en la industria del ferrocarril.
Se retiró de Chatsworth cuando el duque murió en 1858. Paxton murió en su hogar en Rockhills (Sydenham) en 1865, y fue incinerado en Chatsworth Estate en St Peter's Churchyard, Edensor. Su esposa Sarah permaneció en su hogar en Chatsworth hasta su muerte en 1871.

## Publicaciones
En 1831, Paxton publicó una revista mensual, The horticultural register. Luego publicó Magazine of Botany en 1834. Después The pocket botanical dictionary en 1840. The flower garden fue publicado en 1850.

## Eponimia
Género
- (Orchidaceae) Paxtonia Lindl.[1]

Especies
- (Amaryllidaceae) Crinum paxtonii Herb.[2]
- (Asclepiadaceae) Hoya paxtonii G.Nicholson[3]
- (Bromeliaceae) Billbergia paxtonii Beer[4]
- (Ericaceae) Erica paxtonii Gentilh. & Carrière[5]
- La abreviatura «Paxton» se emplea para indicar a Joseph Paxton como autoridad en la descripción y clasificación científica de los vegetales.[6]